# پاتریزیو ماسینی
پاتریزیو ماسینی (انگلیسی: Patrizio Masini؛ زادهٔ ۲۷ ژانویهٔ ۲۰۰۱) بازیکن فوتبال اهل ایتالیا است.